# Neuseeländische Cricket-Nationalmannschaft in England in der Saison 2023
Die Tour der neuseeländischen Cricket-Nationalmannschaft nach England in der Saison 2023 findet vom 30. August bis zum 15. September 2023 statt. Die internationale Cricket-Tour ist Bestandteil der internationalen Cricket-Saison 2023 und umfasst vier ODIs und vier Twenty20s. Die Twenty20-Serie endete 2−2 unentschieden, während England die ODI-Serie mit 3–1 gewann.

## Vorgeschichte
England spielte zuvor eine Tour gegen Australien, Neuseeland eine Tour in den Vereinigten Arabischen Emiraten. Das letzte Aufeinandertreffen der beiden Mannschaften bei einer Tour fand in der Saison 2022/23 in Neuseeland statt.

## Stadion
Die folgenden Stadien wurde für die Tour als Austragungsorte vorgesehen.
| Stadion                     | Stadt             | Kapazität | Spiele |
| --------------------------- | ----------------- | --------- | ------ |
| Edgbaston Cricket Ground    | Birmingham        | 24.803    | 3. T20 |
| Sophia Gardens              | Cardiff           | 15.643    | 1. ODI |
| Emirates Durham             | Chester-le-Street | 17.000    | 1. T20 |
| The Oval                    | London            | 23.500    | 3. ODI |
| Lord’s Cricket Ground       | London            | 30.000    | 4. ODI |
| Old Trafford Cricket Ground | Manchester        | 19.000    | 2. T20 |
| Trent Bridge                | Nottingham        | 15.350    | 4. T20 |
| Rose Bowl                   | Southampton       | 6.500     | 2. ODI |

## Kaderlisten
Neuseeland benannte seine Kader am 9. August 2023.
| ODI | ODI | Twenty20 | Twenty20 |
| England | Neuseeland | England | Neuseeland |
| --- | --- | --- | --- |
| - Jos Buttler (K, wk) - Moeen Ali - Gus Atkinson - Jonny Bairstow (wk) - Harry Brook - Sam Curran - Liam Livingstone - Dawid Malan - Adil Rashid - Joe Root - Jason Roy - Ben Stokes - Reece Topley - David Willey - Mark Wood - Chris Woakes | - Tom Latham (K, wk) - Finn Allen (wk) - Trent Boult - Devon Conway (wk) - Lockie Ferguson - Matt Henry - Kyle Jamieson - Adam Milne - Daryl Mitchell - Henry Nicholls - Glenn Phillips (wk) - Rachin Ravindra - Mitchell Santner - Tim Southee - Will Young | - Jos Buttler (K, wk) - Rehan Ahmed - Moeen Ali - Gus Atkinson - Jonny Bairstow (wk) - Harry Brook - Brydon Carse - Sam Curran - Ben Duckett (wk) - Will Jacks - Chris Jordan - Liam Livingstone - Dawid Malan - Adil Rashid - Josh Tongue - John Turner - Luke Wood | - Tim Southee (K) - Finn Allen (wk) - Mark Chapman - Devon Conway (wk) - Lockie Ferguson - Matt Henry - Kyle Jamieson - Cole McConchie - Adam Milne - Daryl Mitchell - Jimmy Neesham - Glenn Phillips (wk) - Rachin Ravindra - Mitchell Santner - Tim Seifert (wk) - Ish Sodhi |

## Tour-Matches
| 25. August Scorecard | Worcester | Worcestershire 124 (19)          | – | Neuseeland 126-3 (12) |
|                      |           | Neuseeland gewinnt mit 7 Wickets |   |                       |

| 27. August Scorecard | Bristol | Neuseeland 168-6 (20)          | – | Gloucestershire 146-6 (20) |
|                      |         | Neuseeland gewinnt mit 22 Runs |   |                            |

## Twenty20 Internationals

### Erstes Twenty20 in Chester-le-Street
| 30. August Scorecard | Chester-le-Street | Neuseeland 139-9 (20)         | – | England 143-3 (14) |
|                      |                   | England gewinnt mit 7 Wickets |   |                    |

England gewann den Münzwurf und entschied sich als Feldmannschaft zu beginnen. Als Spieler des Spiels wurde Brydon Carse ausgezeichnet.

### Zweites Twenty20 in Manchester
| 1. September Scorecard | Manchester | England 198-4 (20)          | – | Neuseeland 103 (13.5) |
|                        |            | England gewinnt mit 95 Runs |   |                       |

England gewann den Münzwurf und entschied sich als Schlagmannschaft zu beginnen. Als Spieler des Spiels wurde Jonny Bairstow ausgezeichnet.

### Drittes Twenty20 in Birmingham
| 3. September Scorecard | Birmingham | Neuseeland 202-5 (20)          | – | England 128 (18.3) |
|                        |            | Neuseeland gewinnt mit 74 Runs |   |                    |

Neuseeland gewann den Münzwurf und entschied sich als Schlagmannschaft zu beginnen. Als Spieler des Spiels wurde Finn Allen ausgezeichnet.

### Viertes Twenty20 in Nottingham
| 5. September Scorecard | Nottingham | England 175-8 (20)               | – | Neuseeland 179-4 (17.2) |
|                        |            | Neuseeland gewinnt mit 6 Wickets |   |                         |

England gewann den Münzwurf und entschied sich als Schlagmannschaft zu beginnen. Als Spieler des Spiels wurde Mitchell Santner ausgezeichnet.

## One-Day Internationals

### Erstes ODI in Cardiff
| 8. September Scorecard | Cardiff | England 291-6 (50)               | – | Neuseeland 297-2 (45.4) |
|                        |         | Neuseeland gewinnt mit 8 Wickets |   |                         |

Neuseeland gewann den Münzwurf und entschied sich als Feldmannschaft zu beginnen. Als Spieler des Spiels wurde Devon Conway ausgezeichnet.

### Zweites ODI in Southampton
| 10. September Scorecard | Southampton | England 226-7 (34/34)                    | – | Neuseeland 147 (26.5/34) |
|                         |             | England gewinnt mit 79 Runs (D/L method) |   |                          |

Neuseeland gewann den Münzwurf und entschied sich als Feldmannschaft zu beginnen. Als Spieler des Spiels wurde Liam Livingstone ausgezeichnet.

### Drittes ODI in London
| 13. September Scorecard | London (Oval) | England 368 (48.1)           | – | Neuseeland 187 (39) |
|                         |               | England gewinnt mit 181 Runs |   |                     |

Neuseeland gewann den Münzwurf und entschied sich als Feldmannschaft zu beginnen. Als Spieler des Spiels wurde Ben Stokes ausgezeichnet.

### Viertes ODI in London
| 15. September Scorecard | London (Lord’s) | England 311-9 (50)           | – | Neuseeland 211 (38.2) |
|                         |                 | England gewinnt mit 100 Runs |   |                       |

England gewann den Münzwurf und entschied sich als Schlagmannschaft zu beginnen. Als Spieler des Spiels wurde Dawid Malan ausgezeichnet.

## Auszeichnungen

### Player of the Series
Als Player of the Series wurden der folgende Spieler ausgezeichnet.
| Serie    | Player of the Series |
| -------- | -------------------- |
| ODI      | Dawid Malan          |
| Twenty20 | Jonny Bairstow       |

### Player of the Match
Als Player of the Match wurden die folgenden Spieler ausgezeichnet.
| Spiel       | Player of the Match |
| ----------- | ------------------- |
| 1. ODI      | Devon Conway        |
| 2. ODI      | Liam Livingstone    |
| 3. ODI      | Ben Stokes          |
| 4. ODI      | Dawid Malan         |
| 1. Twenty20 | Brydon Carse        |
| 2. Twenty20 | Jonny Bairstow      |
| 3. Twenty20 | Finn Allen          |
| 4. Twenty20 | Mitchell Santner    |